# Riley Woodcock
Riley Paul Woodcock (* 23. Mai 1995 in Perth) ist ein australischer Fußballspieler.

## Karriere
Woodcock spielte im Jugendbereich zunächst vier Jahre bei Gosnells City, wo unter anderem Scott Galloway sein Mitspieler war, anschließend bei Forrestfield United und Cockburn City. Bereits 2008 (U-14) und 2009 (U-15) gehörte er zu westaustralischen Auswahlmannschaften, die an den nationalen Jugend-Meisterschaften teilnahmen. 2010 erhielt er ein Stipendium am National Training Centre von Western Australia und wurde im Januar 2010 in einem Turnier zwischen den australischen Sportinstituten in das All-Star-Team gewählt. Im Oktober 2010 gewann er mit der westaustralischen U-15-Auswahl den Titel bei den nationalen Jugend-Meisterschaften, dies war der erste Erfolg für eine westaustralische Auswahl in der über 30-jährigen Turniergeschichte.
In der Folge wurde er für die im Oktober und November 2010 ausgetragene U-16-Asienmeisterschaft nominiert, bei der er ein Tor in vier Spielen erzielte und mit dem australischen Team erst im Halbfinale an der Mannschaft des Gastgebers Usbekistan scheiterte. Durch das Erreichen des Halbfinals gelang zugleich die Qualifikation für die U-17-Weltmeisterschaft 2011. Unmittelbar im Anschluss wurde er bei einem weiteren Turnier der Sportinstitute für seine Leistungen als linker Außenverteidiger zum Spieler des Turniers gewählt. 2011 wechselte er an das Australian Institute of Sport in Canberra und wurde erwartungsgemäß für die U-17-WM in Mexiko nominiert. Dort kam er in allen vier Partien für die australische U-17 zum Einsatz, als im Achtelfinale erneut Usbekistan für das Turnieraus sorgte (Endstand 0:4).
2012 kehrte er nach Western Australia zurück und spielte für das Nachwuchsteam des einzigen westaustralischen Profiklubs Perth Glory in der National Youth League. Im Juni 2012 nahm er mit einer australischen U-20-Auswahl an der erfolgreichen Qualifikation zur U-22-Asienmeisterschaft 2013 teil. Nachdem er im Februar 2013 erstmals mit dem Profiteam trainierte, unterzeichnete Woodcock einen Monat später seinen ersten Profivertrag und wurde im April 2013 vereinsintern als Jugendspieler des Jahres ausgezeichnet.
Sein Debüt in der A-League gab Woodcock schließlich unter Trainer Alistair Edwards am 30. November 2013 als Einwechselspieler gegen Brisbane Roar und setzte sich in der Folge auch unter Edwards Nachfolger Kenny Lowe als linker Verteidiger in der Mannschaft fest. Woodcock profitierte hierbei von einer längeren Verletzung von Scott Jamieson. Im Oktober 2014 nahm Woodcock mit der australischen U-20-Auswahl an der U-19-Asienmeisterschaft in Myanmar teil. Er bestritt zwei Partien als das Team nach einem Sieg und zwei Unentschieden aufgrund der schlechteren Tordifferenz bereits in der Vorrunde ausschied.
Auch bedingt durch die regelmäßigen Nominierungen in australische Auswahlmannschaften – so kam Woodcock ab 2014 auch regelmäßig in der australischen U-23-Auswahl zum Einsatz – und den damit verbundenen Abwesenheiten, kam Woodcock in der Saison 2013/14 nur zu einem Kurzeinsatz, auf der Linksverteidigerposition war Jamieson über die gesamte Spielzeit bei Perth gesetzt. Im Juni 2015 unterzeichnete Woodcock einen Einjahresvertrag beim Ligakonkurrenten Sydney FC.